# 木村文紀
木村 文紀（きむら ふみかず、本名：木村 文和〈読み同じ〉、1988年9月13日 - ）は、東京都大田区出身の元プロ野球選手（外野手）。右投右打。
プロ入り時は投手だったが、2012年シーズン途中で外野手に転向した。

## 経歴

### プロ入り前
大田区立梅田小学校時代にソフトボールを始める。俊足・強肩・強打を兼ね揃えたエース投手であり、打順は主に1番を打っていた。打率も7割を超えるなど非凡な才能を発揮していた。埼玉栄高校では、1年時は主に外野手として出場し、2年時からエースとして活躍。2005年夏の埼玉県大会では決勝戦まで進出したが、斉藤彰吾らを擁する春日部共栄を相手に3点リードで迎えた9回表に二死満塁2ストライクから4番・靍岡賢二郎に走者一掃の3点適時三塁打を打たれ同点とされると、続く5番・射手矢大輔には適時二塁打を打たれ勝ち越しを許す。9回裏に埼玉栄はチャンスを作るものの無得点に終わり敗退、甲子園出場はならなかった。
高校生時に最速148km/hの速球を持つ本格派右腕投手であるとともに、通算33本塁打の長打力を兼ね備えたことから打者としてもプロから評価され、高校生ドラフト会議において、増渕竜義を1位指名したもののヤクルトスワローズとの競合の結果抽選で外した西武ライオンズから「外れ1位」として指名され、入団した。背番号は41を与えられ、同じ背番号を付けた渡辺久信2世として期待された。

### 西武時代

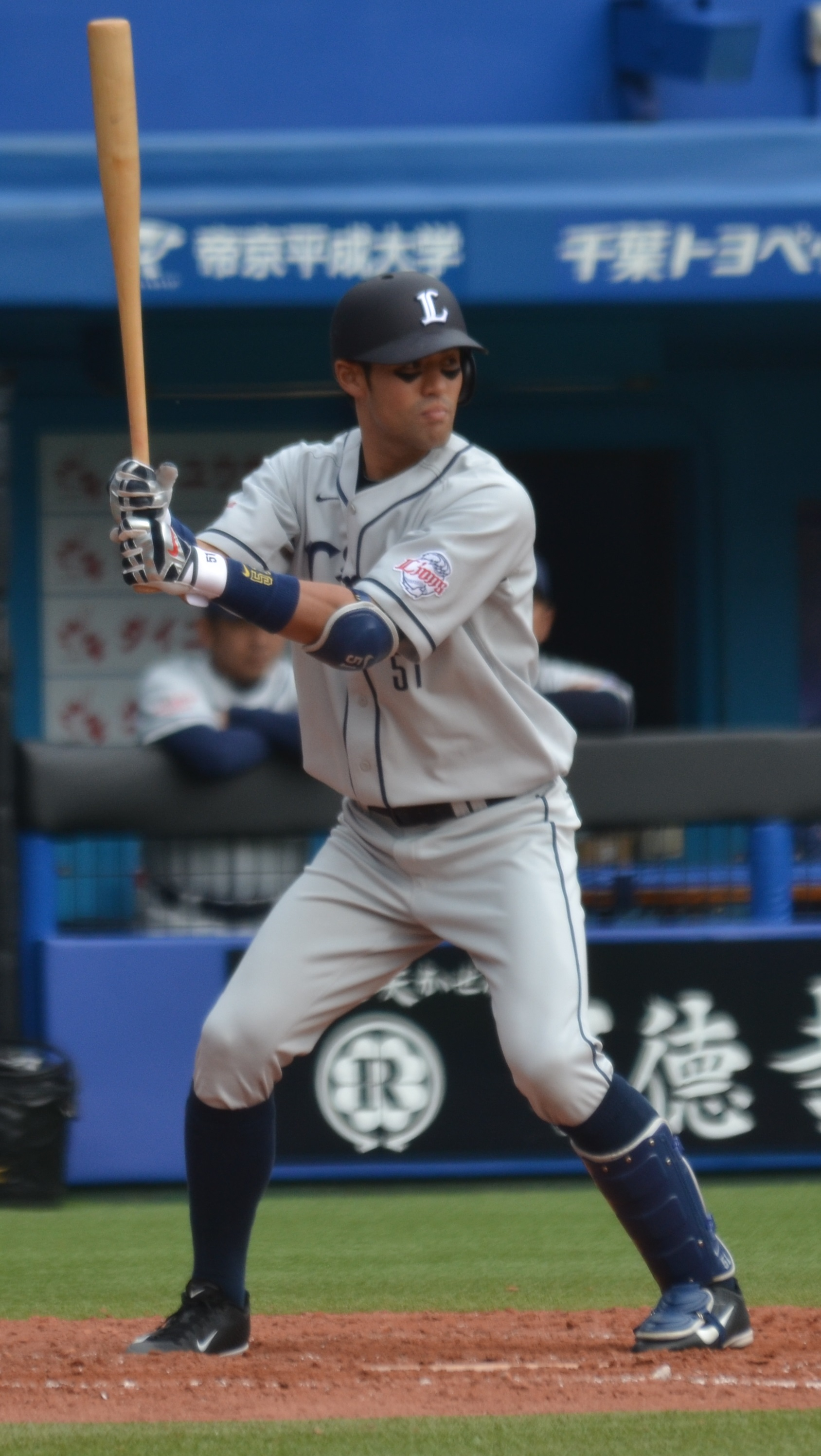
西武時代
（2014年4月2日、QVCマリンフィールドにて）

2007年は8月31日の東北楽天ゴールデンイーグルス戦において中継ぎ投手として一軍初登板を果たしたが、6回10安打4四死球7失点（自責点4）と打ち込まれ、一軍登板はこの1試合のみに終わった。二軍においては同年の優秀選手賞を受賞、オフにはハワイ・ウィンターリーグへの派遣選手に選出された。
2008年は二軍では先発ローテーションを守り、イースタン・リーグ最多の111イニングを投げて経験を積んだ。しかし防御率5.34、6勝9敗、68四球、リーグワーストの10死球と結果を残せず一軍出場はなかった。オフに2年連続でハワイ・ウィンターリーグへ派遣された。
2009年は監督の渡辺久信から先発ローテーション入りを期待され、3月2日に行われたワールド・ベースボール・クラシック (WBC) 強化試合（対韓国戦）において先発投手として起用されたが、4回7安打3失点と結果を残せなかった。開幕後も一軍初先発を経験するなど積極的に起用されたものの、27.1イニングで37被安打を喫し、防御率は9点近い数字となり一軍に定着するには至らなかった。同年オフに登録名を「木村文紀」に変更。
2010年は3月の二軍戦登板時に右肘を疲労骨折し、手術を行って以降はリハビリに終始した。
2011年は二軍戦で開幕から好調を維持し一軍昇格が検討されたものの、同時期に交通事故（追突事故）に遭いむち打ち症を発症したことから昇格は見送られた。その後一軍中継ぎ投手陣の不調に伴って7月8日に一軍へ昇格したのち、投手コーチの小野和義から走者の有無に関わらず常にクイック気味にセットポジションから投球するよう指導を受け、課題とされた制球力が向上。7月31日にプロ初勝利を記録するなど、自己最多の21試合に登板した。同年オフにはオーストラリア・ABLのメルボルン・エイシズに派遣され、1試合の先発登板を含む14試合の登板で1勝0敗、防御率5.32、WHIP1.50の成績を残した。
2012年は4月16日に一軍登録され、中継ぎとして8試合に登板したが、5月23日に二軍へ降格するとその後一軍での登板機会はなかった。また、開幕直前に発症した腰痛の影響によって本来の投球ができなくなったこともあり、9月5日の二軍戦登板を最後に9月11日付で外野手へコンバートされることが球団より発表された。同年オフには背番号が41から51へ変更された。
2013年は野手転向後間もないながら一軍春季キャンプメンバーに抜擢された。開幕は二軍で迎え、5月16日の北海道日本ハムファイターズとの二軍戦（ファイターズ鎌ケ谷スタジアム）においては大谷翔平から2本の場外本塁打を打った。5月20日には左肩脱臼により戦線を離脱した坂田遼に代わって野手として初めて一軍登録され、5月23日の対広島東洋カープ2回戦においてプロ初打席初安打を左翼フェンス直撃の二塁打で記録した。5月28日の対横浜DeNAベイスターズ1回戦において、1対1の同点で迎えた8回表に菊池雄星の代打で起用されると三浦大輔から左越えに勝ち越し本塁打を打ち、一軍通算3打席目でプロ初本塁打・初打点を記録した。同シーズンの最終成績は11試合の出場で打率.214（14打数3安打）であったが、3安打の内訳は本塁打・三塁打・二塁打が各1本ずつといずれも長打で記録した。
2014年のシーズン開幕前、監督の伊原春樹から熊代聖人や斉藤彰吾と共に「2番・右翼手」の候補として名を挙げられるが、「5番・左翼手」として自身初となる開幕スタメン入りを果たす。6月4日の対DeNA戦で三浦から決勝点となる本塁打を打った。三浦から決勝本塁打を打ったのは2年連続である。外野手の他、一塁手としての先発出場も数試合あった。前年から出場試合数を激増させ2桁本塁打を記録、チーム内成績でも本塁打数は4位、盗塁数が2位を記録する一方、失策数では2位、三振数では3位を記録、特に三振はリーグ全体でも7番目に多かった。
2015年も前年に引き続いて開幕を一軍で迎え、「7番・右翼手」として開幕スタメンに名を連ねた。6月24日の福岡ソフトバンクホークス戦では自身初の満塁本塁打を放った。しかし打撃不振が続き、7月には出場機会を喪失した。
2016年は28試合の出場に留まった。
2017年は右翼手のレギュラーだった金子侑司が開幕前から離脱した影響もあって、「7番・右翼手」として2年ぶりに開幕戦出場を果たした。オフに、背番号を9に変更した。
2018年7月1日の楽天戦で自身初のサヨナラ本塁打を記録した。対左投手時のスタメンと代走・守備固めを中心に75試合に出場。打率.260、3本塁打、12打点、得点圏打率.292、対左打率.292という成績を残し、チームとしては10年ぶりとなるリーグ優勝に貢献した。
2019年はライトで開幕スタメンを勝ち取り、4月は月間OPS.725と好調だったが、5月と6月は2か月連続で月間OPS.400台、得意としていた左投手にシーズン通して打率.184と結果を残せなかった。ただ若手外野手の伸び悩みもあり、自己最多となる130試合に出場した。規定打席到達には2打席届かず、441打席でシーズンを終えた。
2020年もライトで開幕スタメンに名を連ねるも、8試合で打率.167と苦しみ、開幕9試合目でスタメンを外された。シーズントータルでは打率/出塁率/長打率全てにおいて前年を上回る数字を残し、対左打率.303と左投手への強さも見せ、チーム全体の打撃不振もあって一時期は1番でスタメン起用されることもあった。しかしシーズン序盤の鈴木将平の台頭と対右打率.194と右投手には苦戦していたこと、さらには9月に持病の腰痛で登録抹消されたことで、90試合の出場に留まった。
2021年は3年連続でライトの開幕スタメン、3月30日の日本ハム戦では1試合4安打を記録するなどスタメン起用が続いていたが、4月8日の楽天戦でスタメンを外れると同13日に持病の腰痛により登録を抹消された。5月7日に一軍に復帰するも、離脱中に愛斗の活躍やコーリー・スパンジェンバーグの一軍合流があり出場機会が減少した。同28日には新型コロナウイルス陽性反応となった源田壮亮の濃厚接触者と判定されたため、再び登録抹消。広島市内のホテルに隔離されていたが、隔離期間が終了すると二軍に合流し、15日の二軍戦で実戦復帰を果たした。その後は二軍で本塁打を量産するなど結果を残していたが、一軍での出場機会は得られず、20試合の出場に留まっていた。

### 日本ハム時代
2021年8月12日に公文克彦・平沼翔太との2対2トレードで佐藤龍世と共に北海道日本ハムファイターズへの移籍が発表された。背番号は45。
8月24日に一軍登録され、9月3日に国内FA権を取得した。しかし、17試合の出場で打率.083と結果を残せず9月17日に登録抹消。10月19日に一軍再登録となったが、移籍後は23試合の出場で打率.103・1本塁打・4打点という成績に留まり、オフに減額制限を大幅に超える60%減（3000万円減）の推定年俸2000万円で契約を更改した。また、背番号を36に変更した。
2022年は6月21日に同年初昇格を果たした。7月13日の楽天戦 (静岡県草薙総合運動場硬式野球場) で則本昂大から第1号逆転スリー点本塁打を放ち、チームを3年ぶりの5連勝に導いた。さらに9月14日のロッテ戦 (ZOZOマリンスタジアム) では1回表に佐々木朗希から第2号本塁打を放った。
2023年、同年限りで現役引退を表明した。引退試合となる9月20日の古巣・西武戦（ベルーナドーム）に「4番・右翼手」で先発出場。3回裏に新庄剛志監督の計らいでライオンズファンのいるレフトスタンドの守備につくと、4回表に二塁打を放ち、大歓声と拍手に包まれる中、現役最後のプレーを終えた。

### 現役引退後
引退試合後の10月には、西武に復帰し二軍スタッフに就任することが報じられた。11月5日には2024年からの育成担当兼人財開発担当就任（正式就任は2023年12月見込み）にあたって西武の秋季キャンプに合流した。
2025年1月1日付で育成担当兼人財開発担当から三軍野手コーチに就任。背番号は89。

## 選手としての特徴・人物
高校通算33本塁打を記録した長打力と50 m走で5秒6を計測する俊足を兼ね備え、高い身体能力を武器とする。木村と同じくプロ入り後に投手から野手へ転向した走攻守3拍子揃った選手である糸井嘉男を目標に掲げ、糸井の打撃や守備を動画で閲覧し研究しているという。
投手であった当時、同学年の田中将大や増渕竜義が開幕から一軍で起用され新聞紙上を賑わせる活躍をしているのを見て、焦りから調子を崩して二軍戦において連日失点を喫し、イップス状態に陥ったことがあるという。
野手への転向後は宮地克彦や嶋重宣らプロ入り後に野手へ転向した経歴を持つコーチ・選手にアドバイスを求め、バットを振り込むことの重要性を説かれて1日1,700スイングのノルマを自らに課し、手の皮は入浴が困難になるほど剥け、体重が投手であった当時と比較して10 kg減少するほどの猛練習を積んだ。
木村としては「投手も野手も経験したのは自慢になる」と微笑ましく思っている。
愛称は「キム」、「カルロス」。

## 詳細情報

### 年度別打撃成績
| 年 度      | 球 団      | 試 合 | 打 席 | 打 数 | 得 点 | 安 打 | 二 塁 打 | 三 塁 打 | 本 塁 打 | 塁 打 | 打 点 | 盗 塁 | 盗 塁 死 | 犠 打 | 犠 飛 | 四 球 | 敬 遠 | 死 球 | 三 振 | 併 殺 打 | 打 率 | 出 塁 率 | 長 打 率 | O P S |
| ---------- | ---------- | ----- | ----- | ----- | ----- | ----- | -------- | -------- | -------- | ----- | ----- | ----- | -------- | ----- | ----- | ----- | ----- | ----- | ----- | -------- | ----- | -------- | -------- | ----- |
| 2007       | 西武       | 1     | 0     | 0     | 0     | 0     | 0        | 0        | 0        | 0     | 0     | 0     | 0        | 0     | 0     | 0     | 0     | 0     | 0     | 0        | ----  | ----     | ----     | ----  |
| 2009       | 西武       | 11    | 0     | 0     | 0     | 0     | 0        | 0        | 0        | 0     | 0     | 0     | 0        | 0     | 0     | 0     | 0     | 0     | 0     | 0        | ----  | ----     | ----     | ----  |
| 2011       | 西武       | 21    | 0     | 0     | 0     | 0     | 0        | 0        | 0        | 0     | 0     | 0     | 0        | 0     | 0     | 0     | 0     | 0     | 0     | 0        | ----  | ----     | ----     | ----  |
| 2012       | 西武       | 8     | 0     | 0     | 0     | 0     | 0        | 0        | 0        | 0     | 0     | 0     | 0        | 0     | 0     | 0     | 0     | 0     | 0     | 0        | ----  | ----     | ----     | ----  |
| 2013       | 西武       | 11    | 16    | 14    | 1     | 3     | 1        | 1        | 1        | 9     | 1     | 0     | 0        | 1     | 0     | 1     | 0     | 0     | 8     | 0        | .214  | .267     | .643     | .910  |
| 2014       | 西武       | 100   | 330   | 284   | 34    | 61    | 13       | 2        | 10       | 108   | 27    | 16    | 8        | 21    | 2     | 20    | 0     | 3     | 112   | 3        | .215  | .272     | .380     | .652  |
| 2015       | 西武       | 49    | 92    | 82    | 12    | 16    | 4        | 1        | 5        | 37    | 12    | 1     | 0        | 4     | 0     | 4     | 0     | 2     | 28    | 0        | .195  | .250     | .451     | .701  |
| 2016       | 西武       | 28    | 35    | 30    | 4     | 5     | 1        | 0        | 0        | 6     | 2     | 1     | 0        | 3     | 0     | 2     | 0     | 0     | 12    | 0        | .167  | .219     | .200     | .419  |
| 2017       | 西武       | 105   | 203   | 184   | 26    | 37    | 5        | 1        | 2        | 50    | 13    | 7     | 4        | 4     | 1     | 13    | 0     | 1     | 53    | 5        | .201  | .256     | .272     | .528  |
| 2018       | 西武       | 75    | 120   | 104   | 18    | 27    | 5        | 1        | 3        | 43    | 12    | 7     | 3        | 5     | 0     | 10    | 0     | 1     | 33    | 0        | .260  | .330     | .413     | .744  |
| 2019       | 西武       | 130   | 441   | 391   | 46    | 86    | 12       | 3        | 10       | 134   | 38    | 16    | 9        | 15    | 6     | 24    | 0     | 5     | 101   | 3        | .220  | .270     | .343     | .613  |
| 2020       | 西武       | 90    | 301   | 264   | 25    | 61    | 12       | 2        | 8        | 101   | 33    | 5     | 4        | 9     | 3     | 18    | 0     | 7     | 75    | 4        | .231  | .295     | .383     | .677  |
| 2021       | 西武       | 20    | 56    | 50    | 4     | 9     | 2        | 0        | 0        | 11    | 3     | 0     | 0        | 2     | 1     | 3     | 0     | 0     | 18    | 0        | .180  | .222     | .220     | .442  |
| 2021       | 日本ハム   | 23    | 36    | 29    | 2     | 3     | 1        | 0        | 1        | 7     | 4     | 0     | 0        | 0     | 2     | 5     | 0     | 0     | 13    | 1        | .103  | .222     | .241     | .464  |
| '21計      | 日本ハム   | 43    | 92    | 79    | 6     | 12    | 3        | 0        | 1        | 18    | 7     | 0     | 0        | 2     | 3     | 8     | 0     | 0     | 31    | 1        | .152  | .222     | .228     | .450  |
| 2022       | 日本ハム   | 38    | 101   | 95    | 7     | 17    | 4        | 0        | 2        | 27    | 9     | 0     | 1        | 0     | 1     | 4     | 0     | 1     | 39    | 1        | .179  | .218     | .284     | .502  |
| 2023       | 日本ハム   | 1     | 2     | 2     | 0     | 1     | 1        | 0        | 0        | 2     | 0     | 0     | 0        | 0     | 0     | 0     | 0     | 0     | 0     | 0        | .500  | .500     | 1.000    | 1.500 |
| 通算：15年 | 通算：15年 | 711   | 1733  | 1529  | 179   | 326   | 61       | 11       | 42       | 535   | 154   | 53    | 29       | 64    | 16    | 104   | 0     | 20    | 492   | 17       | .213  | .270     | .350     | .620  |

### 年度別投手成績
| 年 度     | 球 団     | 登 板 | 先 発 | 完 投 | 完 封 | 無 四 球 | 勝 利 | 敗 戦 | セ 丨 ブ | ホ 丨 ル ド | 勝 率 | 打 者 | 投 球 回 | 被 安 打 | 被 本 塁 打 | 与 四 球 | 敬 遠 | 与 死 球 | 奪 三 振 | 暴 投 | ボ 丨 ク | 失 点 | 自 責 点 | 防 御 率 | W H I P |
| --------- | --------- | ----- | ----- | ----- | ----- | -------- | ----- | ----- | -------- | ----------- | ----- | ----- | -------- | -------- | ----------- | -------- | ----- | -------- | -------- | ----- | -------- | ----- | -------- | -------- | ------- |
| 2007      | 西武      | 1     | 0     | 0     | 0     | 0        | 0     | 0     | 0        | 0           | ----  | 30    | 6.0      | 10       | 0           | 4        | 0     | 0        | 3        | 0     | 0        | 7     | 4        | 6.00     | 2.33    |
| 2009      | 西武      | 11    | 4     | 0     | 0     | 0        | 0     | 4     | 0        | 0           | .000  | 134   | 27.1     | 37       | 5           | 17       | 0     | 1        | 25       | 4     | 0        | 28    | 26       | 8.56     | 1.98    |
| 2011      | 西武      | 21    | 0     | 0     | 0     | 0        | 1     | 0     | 0        | 1           | 1.000 | 106   | 25.0     | 27       | 2           | 6        | 0     | 3        | 17       | 2     | 0        | 11    | 8        | 2.88     | 1.32    |
| 2012      | 西武      | 8     | 0     | 0     | 0     | 0        | 0     | 0     | 0        | 0           | ----  | 59    | 14.0     | 13       | 0           | 7        | 0     | 0        | 6        | 3     | 0        | 7     | 7        | 4.50     | 1.43    |
| 通算：4年 | 通算：4年 | 41    | 4     | 0     | 0     | 0        | 1     | 4     | 0        | 1           | .200  | 329   | 72.1     | 87       | 7           | 34       | 0     | 4        | 51       | 9     | 0        | 53    | 45       | 5.60     | 1.67    |

### 年度別守備成績
| 年 度 | 球 団    | 投手  | 投手  | 投手  | 投手  | 投手  | 投手     | 外野  | 外野  | 外野  | 外野  | 外野  | 外野     | 一塁  | 一塁  | 一塁  | 一塁  | 一塁  | 一塁     |
| 年 度 | 球 団    | 試 合 | 刺 殺 | 補 殺 | 失 策 | 併 殺 | 守 備 率 | 試 合 | 刺 殺 | 補 殺 | 失 策 | 併 殺 | 守 備 率 | 試 合 | 刺 殺 | 補 殺 | 失 策 | 併 殺 | 守 備 率 |
| ----- | -------- | ----- | ----- | ----- | ----- | ----- | -------- | ----- | ----- | ----- | ----- | ----- | -------- | ----- | ----- | ----- | ----- | ----- | -------- |
| 2007  | 西武     | 1     | 0     | 0     | 0     | 0     | ----     | -     | -     | -     | -     | -     | -        | -     | -     | -     | -     | -     | -        |
| 2009  | 西武     | 11    | 0     | 1     | 0     | 0     | 1.000    | -     | -     | -     | -     | -     | -        | -     | -     | -     | -     | -     | -        |
| 2011  | 西武     | 21    | 2     | 4     | 0     | 1     | 1.000    | -     | -     | -     | -     | -     | -        | -     | -     | -     | -     | -     | -        |
| 2012  | 西武     | 8     | 1     | 5     | 0     | 1     | 1.000    | -     | -     | -     | -     | -     | -        | -     | -     | -     | -     | -     | -        |
| 2013  | 西武     | -     | -     | -     | -     | -     | -        | 3     | 8     | 0     | 0     | 0     | 1.000    | 1     | 0     | 0     | 0     | 0     | ----     |
| 2014  | 西武     | -     | -     | -     | -     | -     | -        | 91    | 150   | 3     | 5     | 0     | .968     | 3     | 12    | 0     | 1     | 3     | .923     |
| 2015  | 西武     | -     | -     | -     | -     | -     | -        | 47    | 44    | 0     | 2     | 0     | .957     | -     | -     | -     | -     | -     | -        |
| 2016  | 西武     | -     | -     | -     | -     | -     | -        | 19    | 9     | 1     | 1     | 0     | .909     | 1     | 0     | 0     | 0     | 0     | ----     |
| 2017  | 西武     | -     | -     | -     | -     | -     | -        | 101   | 106   | 1     | 2     | 0     | .982     | -     | -     | -     | -     | -     | -        |
| 2018  | 西武     | -     | -     | -     | -     | -     | -        | 72    | 73    | 0     | 4     | 0     | .948     | -     | -     | -     | -     | -     | -        |
| 2019  | 西武     | -     | -     | -     | -     | -     | -        | 128   | 193   | 9     | 3     | 0     | .985     | -     | -     | -     | -     | -     | -        |
| 2020  | 西武     | -     | -     | -     | -     | -     | -        | 88    | 136   | 6     | 2     | 1     | .986     | -     | -     | -     | -     | -     | -        |
| 2021  | 西武     | -     | -     | -     | -     | -     | -        | 16    | 29    | 1     | 0     | 1     | 1.000    | -     | -     | -     | -     | -     | -        |
| 2021  | 日本ハム | -     | -     | -     | -     | -     | -        | 17    | 13    | 1     | 0     | 0     | 1.000    | -     | -     | -     | -     | -     | -        |
| '21計 | 日本ハム | -     | -     | -     | -     | -     | -        | 33    | 42    | 2     | 0     | 1     | 1.000    | -     | -     | -     | -     | -     | -        |
| 2022  | 日本ハム | -     | -     | -     | -     | -     | -        | 34    | 45    | 2     | 0     | 0     | 1.000    | -     | -     | -     | -     | -     | -        |
| 2023  | 日本ハム | -     | -     | -     | -     | -     | -        | 1     | 0     | 0     | 0     | 0     | ----     | -     | -     | -     | -     | -     | -        |
| 通算  | 通算     | 41    | 3     | 10    | 0     | 2     | 1.000    | 617   | 806   | 24    | 19    | 1     | .978     | 5     | 12    | 0     | 1     | 3     | .923     |

### 記録
初記録
投手記録
- 初登板：2007年8月31日、対東北楽天ゴールデンイーグルス17回戦（フルキャストスタジアム宮城）、2回裏に2番手で救援登板、6回7失点
- 初奪三振：同上、3回裏に礒部公一から空振り三振
- 初先発登板：2009年8月20日、対福岡ソフトバンクホークス18回戦（福岡Yahoo! JAPANドーム）、5回3失点で敗戦投手
- 初ホールド：2011年7月26日、対千葉ロッテマリーンズ11回戦（西武ドーム）、7回表に3番手で救援登板、1回無失点
- 初勝利：2011年7月31日、対オリックス・バファローズ13回戦（西武ドーム）、6回表に2番手で救援登板、1回2/3無失点

打撃記録
- 初打席・初安打：2013年5月23日、対広島東洋カープ2回戦（西武ドーム）、7回裏に永江恭平の代打で出場、野村祐輔から左越二塁打[16]
- 初本塁打・初打点：2013年5月28日、対横浜DeNAベイスターズ1回戦（横浜スタジアム）、8回表に代打で出場、三浦大輔から左越ソロ
- 初先発出場：2013年6月5日、対阪神タイガース3回戦（岡山マスカットスタジアム）、「6番・右翼手」で先発出場 ※投手以外としての初先発出場
- 初盗塁：2014年3月29日、対東北楽天ゴールデンイーグルス2回戦（西武ドーム）、4回裏に二盗（投手：塩見貴洋、捕手：嶋基宏）

### 背番号
- 41（2007年 - 2012年）
- 51（2013年 - 2017年）
- 9（2018年 - 2021年8月11日）
- 45（2021年8月12日[33] - 同年終了）
- 36（2022年[38] - 2023年）
- 89（2025年[46] - ）

### 登録名
- 木村 文和（きむら ふみかず、2007年 - 2009年）
- 木村 文紀（きむら ふみかず、2010年 - 2023年） ※引退後の西武スタッフとしても同名義

### 登場曲
- 「Hey Baby (Drop It to the Floor)」Pitbull feat. T-Pain（2011年 - 2012年）
- 「START IT AGAIN」AK-69（2013年 - 2016年）[51]
- 「Share Happiness」BREATHE（2017年 ‐ ）
- 「ひまわり」TUBE（2018年 - ）